# فرودگاه ندولا
فرودگاه اندولا (به انگلیسی: Ndola Airport) یک فرودگاه همگانی، غیرنظامی با کد یاتا NLA است که یک باند فرود بتن دارد و طول باند آن ۲۵۱۴٫۶ متر است. این فرودگاه در شهر ندولا، زامبیا کشور زامبیا قرار دارد و در ارتفاع ۱۲۷۰ متری از سطح دریا واقع شده‌است.

## شرکت‌های هواپیمایی و مقصدهای پروازی
The following airlines have scheduled passenger service at Ndola International airport:
| شرکت‌های هواپیمایی       | مقصدهای پروازی                |
| ----------------------- | ----------------------------- |
| ایرلینک                 | اولیور تامبو                  |
| هواپیمایی اتیوپی        | بوول                          |
| اینترایر آفریقای جنوبی  | اولیور تامبو                  |
| کنیا ایرویز             | جومو کنیاتا                   |
| Proflight Zambia        | Kasama، لوساکا، Mansa، سولوزی |
| هواپیمایی آفریقای جنوبی | اولیور تامبو                  |